# Gabriele Tergit
Gabriele Tergit, de son vrai nom Elise Hirschmann, mariée Reifenberg (4 mars 1894, Berlin - 25 juillet 1982, Londres) est une écrivaine et journaliste allemande.

## Biographie
Gabriele Tergit étudie la philosophie et l'histoire. À partir de 1920, elle travaille dans la presse, notamment comme chroniqueuse judiciaire. De 1925 à 1933, elle est membre de la rédaction du Berliner Tageblatt. En 1933, après la prise du pouvoir par les Nazis, les S.A. font une irruption violente dans son appartement. Elle émigre rapidement avec son époux en Tchécoslovaquie, puis dans la même année en Palestine. En 1938, le couple déménage pour Londres où elle continue à travailler pour divers journaux.

## Œuvre
En 1931, Tergit publie un roman Käsebier erobert den Kurfürstendamm (littéralement « Käsebier conquiert le Kurfustendamm », paru en français en 2017 sous le titre L'Inflation de la gloire : Berlin 1931,, traduction de Pierre Deshusses). Ce roman berlinois, dans le style de la neue Sachlichkeit, qui décrit une ascension et le déclin éclair d'un chanteur, est un succès et la rend célèbre du jour au lendemain. Dans l'après-guerre, elle ne retrouve plus cette notoriété, malgré la publication en Allemagne d'un second roman en 1951, Die Effingers, auquel elle a travaillé depuis 1938.

## Ouvrages
- 1931, Käsebier erobert den Kurfürstendamm, roman, Rowohlt
- 1951, Die Effingers, roman
- 1965, Das Tülpenbüchlein
- 1983, Etwas seltenes überhaupt : Erinnerungen, Frankfurt/M : Ullstein
- 1994, Atem aus einer anderen Welt : Berliner Reportagen / Gabriele Tergit. Hrsg. und mit einem Nachw. vers. von Jens Brüning, Frankfurt am Main : Suhrkamp
- 1996, Im Schnellzug nach Haifa : mit Fotos aus dem Archiv Abraham Pisarek / Gabriele Tergit. Hrsg. von Jens Brüning und mit einem Nachw. vers. von Joachim Schlör, Berlin : Transit
- 2001, Frauen und andere Ereignisse : Publizistik und Erzählungen von 1915 bis 1970 / Gabriele Tergit. Hrsg. und mit einem Nachw. von Jens Brüning, Berlin : Das Neue Berlin

## Traductions françaises
- 2017, L'inflation de la gloire : Berlin 1931, traduction de Käsebier erobert den Kurfürstendamm par Pierre Deshusses, Christian Bourgois éditeur
- 2023, Les Effinger : une saga berlinoise, traduction de Effingers par Rose Labourie, Christian Bourgois éditeur

## Sources
- (de) Manfred Brauneck (éditeur), 1995, Autorenlexikon deutschsprachiger Literatur des 20. Jahrhunderts, Reineck bei Hamburg, Rowohlt.